# Sistema di designazione Idflieg
Il sistema di designazione Idflieg fu un metodo introdotto dal Inspektion der Fliegertruppen ovvero Ispettorato dell'Aviazione dell'esercito tedesco imperiale (letteralmente le truppe dell'aria), il Deutsches Heer, che era responsabile della gestione della sua divisione aerea, la Luftstreitkräfte, poco dopo la sua istituzione fino al termine della prima guerra mondiale, allo scopo di identificare facilmente gli aerei militari in base alle caratteristiche tecniche ed al ruolo al quale erano assegnati, sostituendosi alle varie designazioni aziendali. Data la veloce evoluzione dell'aviazione durante il periodo del conflitto, il sistema venne adeguato introducendo nuove "classi di appartenenza" conseguentemente all'introduzione di nuovi modelli sviluppati per rispondere a nuove esigenze operative. Questo sistema non venne mai esteso agli aeromobili "più leggeri dell'aria" in servizio nell'aviazione militare dell'esercito né ai modelli adottati dalla Kaiserliche Marine, la marina militare tedesca del periodo.

## Descrizione
Il sistema era basato su un codice alfanumerico che abbinava una lettera maiuscola ad un numero romano separati da un punto, dove la prima parte identificava la tipologia del velivolo e la seconda il numero sequenziale del progetto sviluppato dall'azienda. Per fare un esempio il primo modello sviluppato dall'Albatros  Flugzeugwerke GmbH in ottemperanza alle specifiche che riguardavano i D-Typ, i "classe D", al quale l'azienda aveva assegnato la sigla L 15, venne identificato dall'Idflieg come Albatros D.I, mentre i successivi D-Typ come Albatros D.II, Albatros D.III e così via.
Di seguito vengono elencati i suffissi utilizzati dal sistema e le relative tipologie di velivolo ai quali facevano riferimento:
- A – monoplani. Classe generica che raggruppava le prime tipologie di modelli adattati all'impiego militare, ad esempio i Rumpler Taube e Fokker M.5, e che erano assegnati agli unici ruoli ipotizzati all'inizio dell'utilizzo degli aeromobili "più pesanti dell'aria". Non identificava nessuna specifica tipologia di utilizzo, anche se generalmente a questa classe appartenevano modelli privi di ogni armamento, equipaggiati con motorizzazioni dalla modesta potenza espressa e destinati alla ricognizione aerea ed all'osservazione in cooperazione con i reparti di artiglieria a terra. Unica restrizione era la velatura, monoplana. Diventati velocemente obsoleti per le mutate esigenze operative, dopo il 1915 alcuni modelli A-Typ rimasero comunque in servizio nella Luftstreitkräfte.

- B – biplani. Analogamente alla precedente, questa classe non identificava nessuna specifica tipologia di utilizzo se non la scelta tecnologica legata alla velatura adottata. In pratica i B-Typ raggrupparono le specifiche relative ai modelli sviluppati dopo il 1915 che identificavano i biplani biposto disarmati, in gran parte utilizzati per la formazione dei nuovi equipaggi ed altri incarichi di seconda linea.

- C – biplani biposto armati (designazione introdotta nel 1915). Questa fu la prima nuova designazione ad essere introdotta dopo lo scoppio della guerra nonché la prima a rispondere ad una precisa specifica. Introdotta al fine di ridurre la vulnerabilità dei propri modelli nei confronti di quelli equipaggiati con armamento offensivo adottati dalle forze aeree avversarie, i C-Typ erano generalmente aerei da ricognizione equipaggiati con una mitragliatrice difensiva brandeggiabile azionata dall'osservatore che, inizialmente, occupava l'abitacolo anteriore, spostato dopo poco tempo più efficacemente in quello posteriore aumentandone il campo di tiro. Montata in seguito su un supporto ad anello che facilitava e velocizzava il puntamento, venne con il tempo abbinata ad una o più mitragliatrici dotate di apparato di sincronizzazione montate in caccia a disposizione del pilota. Le specifiche prevedevano inoltre per i C-Typ l'abbinamento ad una motorizzazione dalla potenza espressa superiore ai 150 PS (unità di misura adottata nell'Impero tedesco e sostanzialmente equivalente al cavallo vapore (CV)[1]). Alcuni degli assi da caccia della Luftstreitkräfte ottennero le prime vittorie su modelli C-Typ.[2]
  - CL – Classe C "leggera" (designazione introdotta all'inizio del 1917). Dopo che nell'evoluzione dei C-Typ le aziende avevano realizzato aerei progressivamente sempre più grandi, la specifica relativa alla classe "CL" prevedeva un velivolo dalle dimensioni più contenute e sufficientemente agile per poter essere usato come un caccia biposto. In pratica i CL-Typ vennero utilizzati nel ruolo di aereo da attacco al suolo per il supporto tattico ravvicinato alle truppe di terra. Le specifiche relative prevedevano l'utilizzo di un motore dalla potenza non superiore ai 200 PS ed una capacità tra equipaggio e materiale bellico non superiore a 360 kg. Sotto altri aspetti i "CL" erano simili ai "C" tanto che generalmente i numeri ricadevano nella stessa sequenza.

- D – velivoli monoposto armati, specificatamente concepiti per equipaggiare i nuovi jagdstaffeln equivalenti agli squadroni caccia (designazione introdotta nel 1916). Fino al 1918, quando le designazioni relative ai caccia furono semplificate, la D-Typ era relativa ai doppeldecker (biplani) armati, mentre verso il termine del conflitto mutò ad identificare genericamente un caccia monoposto abbandonando la differenziazione in base alla tipologia della velatura.

- Dr – velivoli monoposto armati con velatura triplana, da Dreidecker (designazione introdotta nel tardo 1917 ed abbandonata nel tardo 1918). Secondo alcune fonti i primi due Fokker Dr.I vennero infatti identificati come "F.I". Nell'ultima parte del conflitto tutti i nuovi caccia monoposto vennero indicati come D-Typ indipendentemente dalla tipologia della velatura.

- E – monoplani armati, da Eindecker (designazione introdotta nel 1915 ed abbandonata nel tardo 1918). Inizialmente  identificava semplicemente la versione monoplano dei biplani armati di classe "C", con la stessa relazione che la classe "A" aveva rispetto alla "B"; molti dei primi modelli di classe "E" erano biposto. In pratica, dato il notevole successo dei Fokker "E", che erano dei caccia monoposto, la classe "E" passò ad identificare i caccia monoplano e monoposto, vale a dire l'equivalente monoplano della classe "D". Verso la fine del 1918, l'ultimo velivolo di tipo "E", il Fokker E.V, fu ridesignato "D.VIII" e anche altri modelli di aerei monoplani (come lo Junkers CL.I) furono ridesignati per assegnarli alla classe di appartenenza funzionale, abbandonando così la designazione basata sulla tipologia della velatura.

- F – triplani monoposto armati (utilizzata per breve tempo nel 1917). Venne applicata solamente al Fokker F.I, considerato secondo alcune fonti praticamente il modello di preproduzione del Dr.I, così ridesignato quando il modello entrò in produzione in serie. Come con gli A-, B-, C-, D-, ed E-, la lettera F non era relativa ad alcun significato specifico ma seguiva semplicemente l'ordine alfabetico.

- G – bombardieri biplani armati bi o trimotori (da groß, "grande") (designazione usata dal 1916). Questa tipologia di velivoli venne originariamente identificata come K-Typ (vedi più in basso).
  - GL – bimotori veloci adatti al ruolo di bombardiere diurno o aereo da ricognizione a lungo raggio (designazione introdotta nel 1918). La relazione con i G-Typ era simile a quella tra i C- ed i CL-Typ. Pesi ed apertura alare vennero ridotti e l'equipaggio limitato a due soli membri eliminando la postazione del mitragliere anteriore.

- J – modello corazzato doppio ruolo[3] destinato ad impieghi generali nel ruolo di aereo da attacco al suolo (designazione introdotta nel 1917). La maggior parte dei modelli risultavano molto simili nell'aspetto ai C-Typ, dai quali se ne differenziavano strutturalmente per l'adozione di corazzature per ridurre la loro vulnerabilità ai colpi sparati dal suolo, come ad esempio lo Junkers J.I.

- K – bombardieri biplani armati bi o trimotori (da Kampfflugzeug, "aereo da battaglia"). Designazione introdotta nel 1915 e rimpiazzata dalla "G" dall'inizio del 1916.

- N – monomotori biposto da bombardamento notturno (da Nacht, "notte") (designazione introdotta nel 1918). Modelli che riproponevano l'impostazione dei C-Typ, dotati di ali dalla maggiore apertura per consentire un maggiore carico bellico.

- R – bombardieri di grandi dimensioni con un impianto propulsivo multiplo che andava da tre a, in alcuni casi, fino a sei motori (da Riesenflugzeug, "aereo gigante"). Caratteristica comune che li distingueva, a parte la stazza, dai G-Typ era quella di essere costruiti in modo che i motori fossero accessibili in volo per eventuali semplici riparazioni.

- S - seeflugzeuge "idrovolante", usato come suffisso ad altre designazioni, esempi Junkers CLS.I e Dornier Rs.IV

Il sistema cessò di essere utilizzato con la fine dell'aviazione militare tedesca ufficialmente decretata dalle clausole espresse dal Trattato di Versailles, e gli aeromobili della neonata Luftwaffe vennero designati in funzione del Sistema di designazione sancito dal nuovo ministero istituito nella Germania nazista, il Reichsluftfahrtministerium (RLM), anche se la Fokker, dopo che si era trasferita nei Paesi Bassi, continuò ad utilizzare una versione modificata del sistema in uso durante la guerra, principalmente per i velivoli di classe "C" e "D", aggiungendo o riutilizzando alcune lettere per i modelli non previsti dal precedente sistema.